# Merles
Merles är en kommun i departementet Tarn-et-Garonne i regionen Occitanien i södra Frankrike. Kommunen ligger i kantonen Auvillar som tillhör arrondissementet Castelsarrasin. År 2022 hade Merles 201 invånare.

## Befolkningsutveckling
Antalet invånare i kommunen Merles
| Referens: INSEE |